# Aeroportul Galați
Aeroportul Galați a fost un aeroport din România ce a existat în perioada 1920-1958. 
A fost bombardat puternic de către americani pe 6 iunie 1944, de către 104 avioane de bombardament protejate de 54 de avioane de vânătoare de tip Mustang.
După război, aeroportul din Galați a mai funcționat câțiva ani. În 1958, sub pretextul că acesta nu este eficient și merge pe pierdere, a fost desființat.
Pe amplasamentul său, după sistematizarea orașului, s-a construit Fabrica de Sârmă, Cuie și Lanțuri, multe dintre hangare fiind folosite în continuare în sistemul de producție, s-au trasat noi străzi, s-au mai construit alte câteva fabrici, iar din 1970, a început construirea Cartierului Aeroport, cu blocuri muncitorești.